# Онні Валакарі
Онні Валакарі (фін. Onni Valakari, нар. 18 серпня 1999, Мотервелл) — фінський футболіст, півзахисник кіпрського клубу «Пафос» та національної збірної Фінляндії.
На правах оренди грає в клубі МЛС «Сан-Дієго».

## Клубна кар'єра
Онні Валакарі народився у 1999 році в шотландському місті Мотервелл, де на той час грав його батько Сімо Валакарі. Розпочав займатися футболом у футбольній школі фінського клубу «СІК». У дорослому футболі дебютував 2015 року виступами за нижчолігову фінську команду «Керхо», в якій того року взяв участь у 2 матчах чемпіонату.
Наступного року Онні Валакарі грав у складі фінської команди «СІК», а в 2017 році став гравцем фінської команди «ТПС». Для збільшення ігрової практики молодого футболіста його відправили в оренду в клуб «СайПА», у складі якого він грав до кінця 2017 року. З початку 2018 року повернувся до клубу «ТПС», який з початку року знову грав у Вейккауслізі. Проте вже з середини 2018 року Онні став гравцем норвезького клубу «Тромсе», у якому на той час головним тренером працював його батько Сімо Валакарі. У складі норвезького клубу Онні Валакарі був одним із основних гравців середньої лінії команди, та зіграв у його складі до кінця 2019 року 42 матчі в чемпіонаті країни.
У січні 2020 року Онні Валакарі став гравцем кіпрського клубу «Пафос». Станом на серпень 2023 року відіграв за клуб з Пафоса 102 матчі в національному чемпіонаті.
В січні 2025 року футболіст продовжив контракт з «Пафосом» до 2027 року і до кінця сезону відбув в оренду в клуб МЛС «Сан-Дієго».

## Виступи за збірні
Протягом 2019—2020 років залучався до складу молодіжної збірної Фінляндії. На молодіжному рівні зіграв у 9 офіційних матчах, забив 3 голи.
11 листопада 2020 року Онні Валакарі дебютував у складі національної збірної Фінляндії в товариському матчі зі збірною Франції. На серпень 2023 року зіграв у складі збірної 11 матчів, у яких відзначився 1 забитим м'ячем. У кінці травня 2021 року Онні Валакарі включили до складу збірної для участі в чемпіонаті Європи 2020 року.

## Особисте життя
Батько Онні Валакарі, Сімо Валакарі, є колишнім фінським футболістом та фінським футбольним тренером. Брат Онні Валакарі, Пааво Валакарі, є фінським футболістом, який грає на позиції воротаря.
| Дата       | Місто        | Господарі | Результат | Гості                | Турнір                               | Голи | Примітки |
| ---------- | ------------ | --------- | --------- | -------------------- | ------------------------------------ | ---- | -------- |
| 11-11-2020 | Сен-Дені     | Франція   | 0 – 2     | Фінляндія            | товариський матч                     | 1    | 75'      |
| 18-11-2020 | Кардіфф      | Уельс     | 3 – 1     | Фінляндія            | Ліга націй УЄФА 2020-2021 - 1-й етап | -    | 73'      |
| 24-3-2021  | Гельсінкі    | Фінляндія | 2 – 2     | Боснія і Герцеговина | Відбір до ЧС 2022                    | -    | 46'      |
| 31-3-2021  | Санкт-Галлен | Швейцарія | 3 – 2     | Фінляндія            | товариський матч                     | -    | 44' 77'  |
| 29-5-2021  | Стокгольм    | Швеція    | 2 – 0     | Фінляндія            | товариський матч                     | -    |          |
| Усього     |              | Матчів    | 5         |                      | Голів                                | 1    |          |

## Титули та досягнення
- Володар Кубка Кіпру (1):

Пафос: 2023-24